# Greta Braun-Giesenfeld

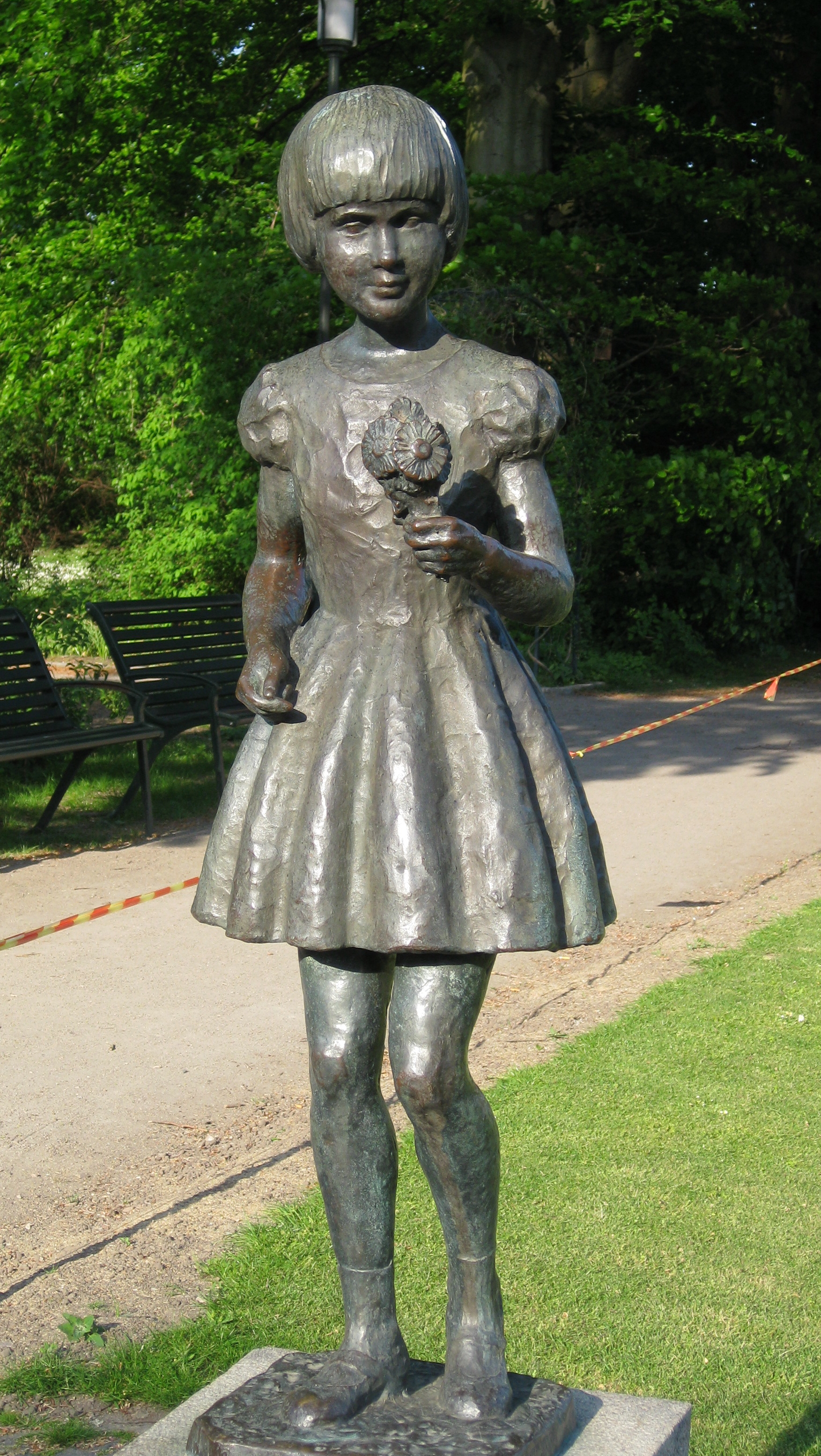
Margaretaflickan utförd av Braun-Giesenfeld, placerad i Pildammsparken, Malmö.

Julia Margareta (Greta) von Braun-Giesenfeld, född 14 november 1892 i Stockholm, död 19 februari 1976, var en svensk skulptör.
Hon var dotter till kontorschefen Christian Ludvig Detlow von Braun och Bertha Luise Wilhelmina Alpen samt från 1925 gift med arkitekten Ernst Jacob Giesenfeld (död 1975).
Braun-Giesenfeld studerade skulptur för Sigrid Blomberg 1912 och för Hans Schwegerle i München 1913 samt för Franz Barwig i Wien 1921. Hon medverkade i Allmänna vårutställningen 1921, Salongen 1922 och med  Sveriges allmänna konstförenings utställningar på Liljevalchs konsthall i Stockholm samt med Föreningen Svenska Konstnärinnor i England och Amerika. Hennes konst består av porträtt och figurstudier av kapplöpningshästar och rashundar. Hon har utfört en mängd skulpturer som visas i offentlig miljö.